# Buchnerodendron speciosum
Buchnerodendron speciosum är en tvåhjärtbladig växtart som beskrevs av Gürke. Buchnerodendron speciosum ingår i släktet Buchnerodendron och familjen Achariaceae. Inga underarter finns listade i Catalogue of Life.